# Gerrit Rietveld
Gerrit Thomas Rietveld (Utrecht, 24 de junho de 1888 – Utrecht, 25 de junho de 1964) foi um arquiteto e designer de produto neerlandês.

## Biografia
Ainda estudante, Rietveld trabalhava com marcenaria e produção de mobiliário. Em 1917, influenciado pelo Neoplasticismo, desenha a Cadeira Vermelha e Azul. Ele próprio, a partir de 1919, quando recebe o diploma, passa a ser um membro importante do movimento, contribuindo para a revista De Stijl.
Em 1924 projetou a Residência Schröder, localizada em sua cidade natal - um marco da arquitetura moderna e representação perfeita das ideias e conceitos defendidos por De Stijl.
Rietveld rompeu com o grupo neoplástico em 1928 e aderiu ao movimento Nova Objetividade (Nieuwe Zakelijkheid). No mesmo ano tornou-se membro dos CIAM.
Também é autor da famosa cadeira zig-zag, composta por apenas 4 placas de madeira, projetada em 1932. Outras obras importantes de Rietveld são as "Row-Houses", também em Utrecht (1931-1934), o pavilhão holandês na Bienal de Veneza (1954), o pavilhão da escultura no Museu Kröller-Müller, em Otterloo, província de Guéldria, e o Museu Van Gogh em Amsterdam (1955).

## Galeria

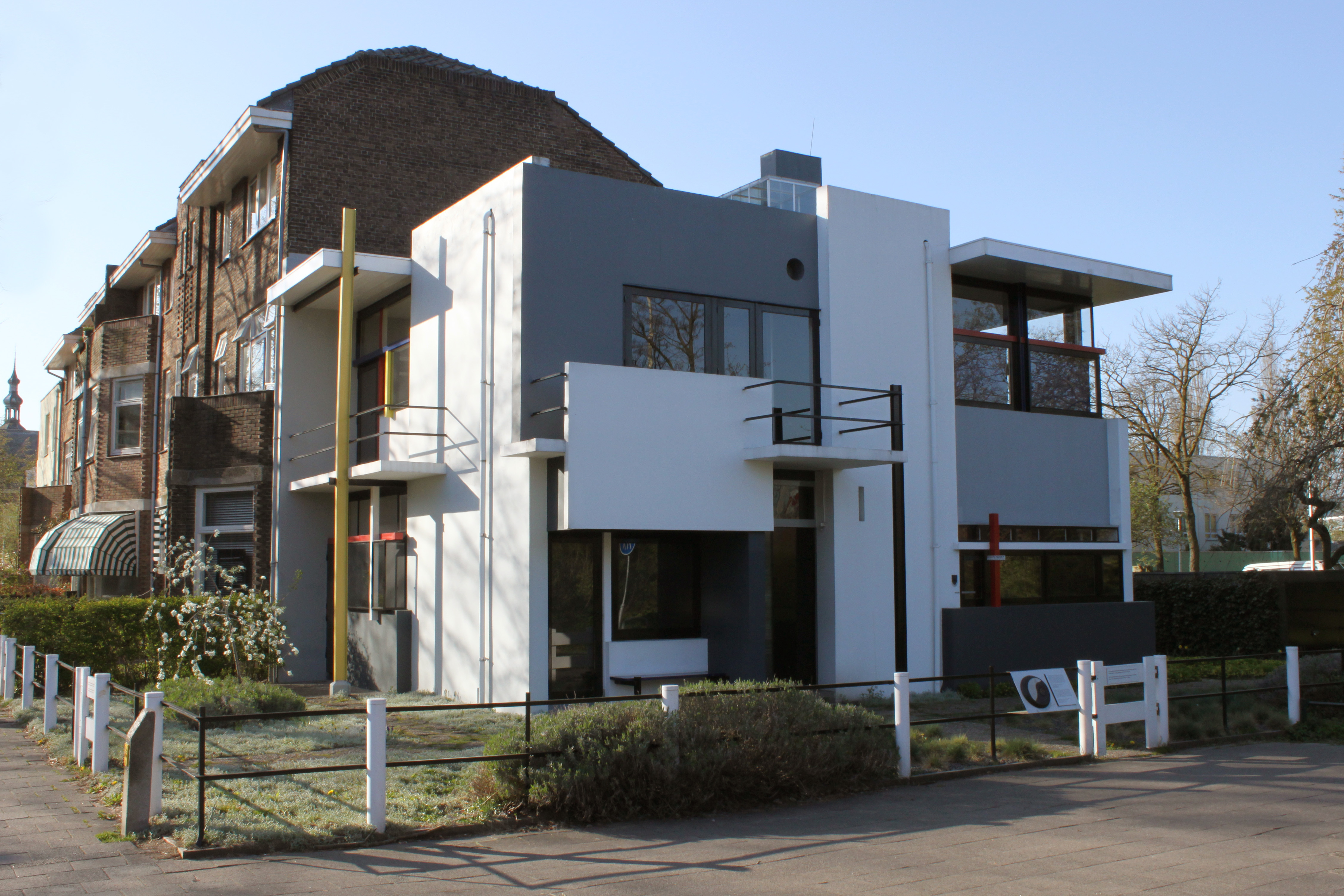
A residência Schröder (1924), em Utrecht, tem formas geométricas, porém assimétricas. Foi inscrita no Património Mundial, pela UNESCO.
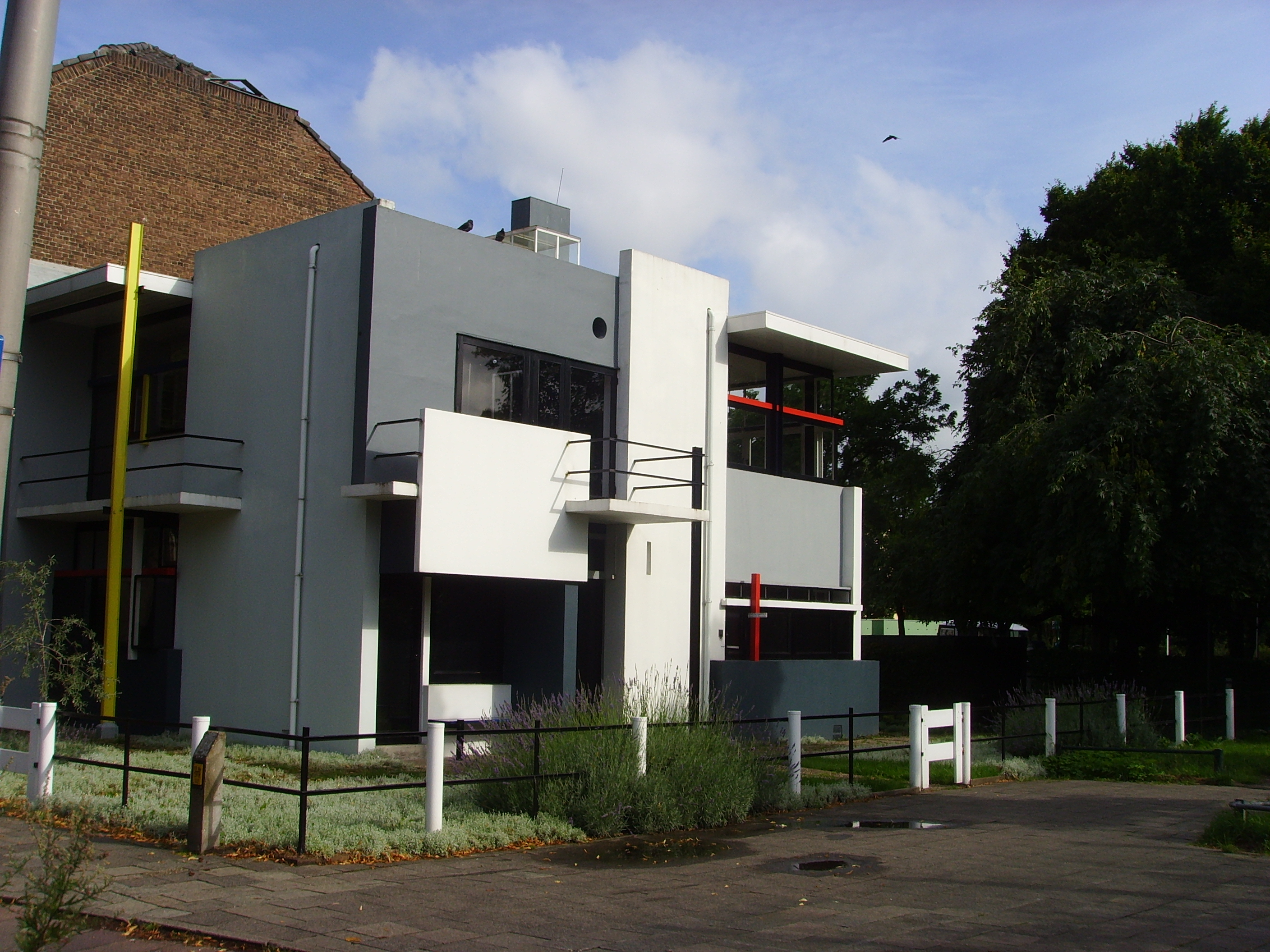
Residência Schröder.
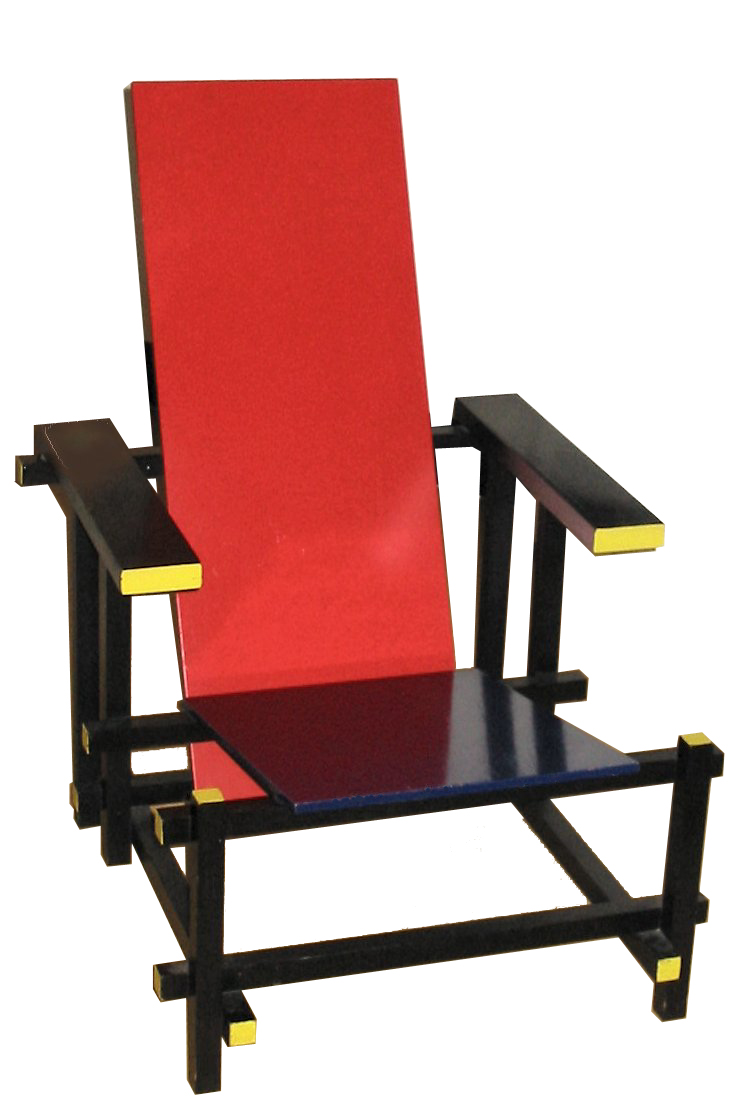
Cadeira Vermelha e Azul.